# آلامية لسينية
آلامية لُسينية أو زهرة الآلام اللُسينية (الاسم العلمي: Passiflora ligularis)، هو نوع من النباتات في جنس زهرة الآلام. تُعرف باسم غراناديلا في بوليفيا وكولومبيا ونيكاراغوا وكوستاريكا والإكوادور والمكسيك وجزر الأزور وجنوب إفريقيا وبيرو؛ غراناديلا كومن (Granadilla comn) في غواتيمالا؛ غراناديلا دي شِنا (Granadilla de China) أو parcha dulce في فنزويلا وغراناديتا (Granaditta) في جامايكا.